# Muara Kumbang
Muara Kumbang is een bestuurslaag in het regentschap Ogan Ilir van de provincie Zuid-Sumatra, Indonesië. Muara Kumbang telt 746 inwoners (volkstelling 2010).